# Лазиська (Нижньосілезьке воєводство)
Лазиська (пол. Łaziska, нім. Looswitz) — село в Польщі, у гміні Болеславець Болеславецького повіту Нижньосілезького воєводства.
Населення — 841 особа (2011).
У 1975-1998 роках село належало до Єленьоґурського воєводства.

## Демографія
Демографічна структура станом на 31 березня 2011 року:
|          | Загалом | Допрацездатний вік | Працездатний вік | Постпрацездатний вік |
| -------- | ------- | ------------------ | ---------------- | -------------------- |
| Чоловіки | 417     | 103                | 298              | 16                   |
| Жінки    | 424     | 73                 | 282              | 69                   |
| Разом    | 841     | 176                | 580              | 85                   |